# Anthony Losilla
Anthony Losilla (ur. 10 marca 1986 w Firminy) – francuski piłkarz występujący na pozycji pomocnika w niemieckim klubie VfL Bochum. Wychowanek Saint-Étienne, w trakcie swojej kariery grał także w takich zespołach, jak Cannes, Paris, Laval oraz Dynamo Drezno.